# Rupan Sansei no Theme
Rupan Sansei no Theme (ルパン三世のテーマ?, Rupan Sansei no Tēma, trad. "Il tema di Lupin III"), in diverse varianti, è un singolo di Yūji Ōno, colonna sonora di molti degli anime della saga di Lupin III, usata a partire dalla serie Le nuove avventure di Lupin III.

## Il brano
Yūji Ōno, pianista jazz, è il compositore e arrangiatore del tema. Usata inizialmente solo in versione strumentale, al tempo era raro che la sigla di un anime fosse esclusivamente musicale.
Oltre agli utilizzi come sigla d'apertura e di chiusura, è una BGM di quasi ogni anime del personaggio (in diversi riarrangiamenti) e del videogioco Le avventure di Lupin III: Il tesoro del Re Stregone e molti artisti ne hanno elaborato delle cover.

### Versione vocale "Rupan Sansei no Theme"
1. 1977 - Rupan Sansei no Theme (Pete Mac Jr.)
2. 2001 - LUPIN THE THIRD (Akiko)
3. 2003 (registrazione del 1977) - Rupan Sansei no Theme (Ichirō Mizuki)

### Versione strumentale "Theme from Lupin III"
Arrangiamenti di Yūji Ōno (solamente nel 1996 di Takayuki Negishi).
1. 1977 - THEME FROM LUPIN III '78 <TV Size Ver.>
2. 1977 - THEME FROM LUPIN III '78 [Single Mix, Album Mix, 2005 New Mix]
3. 1978 - THEME FROM LUPIN III '79 <TV Size Ver.> - versione monofonica
4. 1978 - THEME FROM LUPIN III '79 [Full Mix, 2005 New Mix]
5. 1979 - THEME FROM LUPIN III '80 <TV Size Ver.>
6. 1979 - THEME FROM LUPIN III '80 [Full Mix, 2005 New Mix]
7. 1985 - THEME OF LUPIN the 3rd ('85) <M32> - usata nel film La leggenda dell'oro di Babilonia.
8. 1985 - THEME OF LUPIN the 3rd ('85) - versione registrata in studio di quella de La leggenda dell'oro di Babilonia.
9. 1989 - THEME FROM LUPIN III '89 <TV Size Ver.>
10. 1989 - THEME FROM LUPIN III '89 - Colonna sonora, versione registrata in studio.
11. 1996 - THEME FROM LUPIN III '96 <TV Ver.> - usato solo nel TV Special Il segreto del Diamante Penombra.
12. 1996 - THEME FROM LUPIN III '96 - Colonna sonora del film Dead or Alive: Trappola mortale.
13. 1997 - THEME FROM LUPIN III '97 [Original Mix, Readymade 440 Mix]
14. 2002 - THEME FROM LUPIN III '78 <2002 Ver.>
15. 2005 - THEME FROM LUPIN III '80 <2005 Ver.>

## Arrangiamenti

### Le nuove avventure di Lupin III e il film Lupin III
Rupan Sansei no Theme è stato usato per la prima volta ne Le nuove avventure di Lupin III.
Di questo tema esiste anche una versione più corta usata sia come sigla che come BGM all'interno della serie.
Nel 2005 lo stesso Ōno ne ha fatto una nuova versione, indicata come "2005 New Mix".

#### Rupan Sansei no Theme
Usata come sigla d'apertura negli episodi dall'1 al 26.
In alcune varianti del tema vi sono il coro o un parlato di Yasuo Yamada (doppiatore di Lupin III).

#### Rupan Sansei no Theme (versione vocale)
Usata come sigla d'apertura negli episodi dal 27 al 51. La voce è di Pete Mack Jr..

#### Rupan Sansei no Theme '79 (Rupan Sansei '79)
Usata come sigla d'apertura negli episodi dal 52 al 103 e nel primo film Lupin III - La pietra della saggezza. Inizialmente per la sigla veniva usata la versione mono, solo successivamente la serie cominciò ad avere quella stereo.
È anche la colonna sonora del videogioco per PS2 Le avventure di Lupin III: Il tesoro del Re Stregone.

#### Rupan Sansei no Theme '80 (Rupan Sansei '80)
Usata come sigla d'apertura negli episodi dal 104 al 155. È stata anche inserita all'interno del secondo film cinematografico Lupin III - Il castello di Cagliostro.
Ne Il castello di Cagliostro è stata usata due volte nella scena dell'inseguimento in auto nel ducato di Cagliostro, nella prima metà del lungometraggio.

### Lupin, l'incorreggibile Lupin e La leggenda dell'oro di Babilonia
Da Lupin, l'incorreggibile Lupin, la parte musicale fu affidata all'allora emergente VAP, per la serie in questione e il relativo film (Lupin III - La leggenda dell'oro di Babilonia) il Rupan Sansei no Theme fu usata solo come BGM, nelle versioni già prodotte per la precedente seconda serie.

### Film e TV Special
Ad usare questo tema sono i TV Special (prodotti dal 1989), i due film cinematografici del 1995 e del 1996 (Lupin III - Le profezie di Nostradamus e Lupin III - Dead or Alive: Trappola mortale") e i due OAV del 2002 e del 2008 (Lupin III - Il ritorno di Pycal e Lupin III - Verde contro Rosso - GREEN vs RED).

#### Rupan Sansei no Theme '89 (THEME FROM LUPIN III '89)
A partire dal TV Special 1 Lupin III - Bye Bye Liberty: Scoppia la crisi! viene usata principalmente questa variazione come sigla di apertura. L'arrangiamento è di Yūji Ōno, il coro degli Amazons (benché spesso venga utilizzata una versione strumentale).
Utilizzi
- 1989 - TV Special 1 - Lupin III - Bye Bye Liberty: Scoppia la crisi!
- 1990 - TV Special 2 - Lupin III - Il mistero delle carte di Hemingway
- 1991 - TV Special 3 - Lupin III - Ruba il dizionario di Napoleone!
- 1992 - TV Special 4 - Lupin III - Il tesoro degli zar
- 1993 - TV Special 5 - Lupin III - Viaggio nel pericolo
- 1994 - TV Special 6 - Lupin III - Spada Zantetsu, infuocati!
- 1995 - Film 5 - Lupin III - Le profezie di Nostradamus
- 1995 - TV Special 7 - Lupin III - All'inseguimento del tesoro di Harimao
- 1999 - TV Special 11 - Lupin III - L'amore da capo: Fujiko's Unlucky Days
- 2002 - OAV 2 - Lupin III - Il ritorno di Pycal
- 2002 - TV Special 14 - Lupin III - Episodio: 0
- 2008 - OAV 3 - Lupin III - Verde contro Rosso - GREEN vs RED
- 2009 - Crossover TV Special - Lupin III VS Detective Conan
- 2010 - TV Special 21 - Lupin III - L'ultimo colpo
- 2012 - TV Special 23 - Lupin III - La pagina segreta di Marco Polo

#### Rupan Sansei no Theme '96 (versione TV)
Questa versione è stata usata solo nel TV Special 8 Lupin III - Il segreto del Diamante Penombra del 1996. L'arrangiamento è di Takayuki Negishi. L'esecuzione è di Katsuaki Nakatani, il coro di Yuko Imai.
Utilizzi
- 1996 - TV Special 8 - Lupin III - Il segreto del Diamante Penombra
- 1996 - Film 6 - Lupin III - Dead or Alive: Trappola mortale (solo edizione italiana)

Durante il missaggio del doppiaggio italiano del film Dead or Alive: Trappola mortale parte di questo tema è stato inserito in due momenti dove nell'originale giapponese vi era del silenzio.

#### Rupan Sansei no Theme '97 (THEME FROM LUPIN III '97)
Si tratta di una versione registrata per commemorare il 30º anniversario della nascita di Lupin III, datata 1997. Arrangiamento di Yūji Ōno.
Utilizzi
- 1997 - TV Special 9 - Lupin III - Walther P38
- 1998 - TV Special 10 - Lupin III - Tokyo Crisis: Memories of Blaze
- 2008 - OAV 3 - Lupin III - Verde contro Rosso - GREEN vs RED

#### Rupan Sansei no Theme '97 (readymade 440 mix)
Versione del tema usata solamente nel dodicesimo special televisivo. Il coro è dei Time Five.
Utilizzi
- 2000 - TV Special 12 - Lupin III - 1$ Money Wars

#### Lupin the third
Versione vocale con testo in inglese. Il testo è opera di Yoko Narahashi, il canto di Akiko. È utilizzata solamente nel tredicesimo special televisivo.
Utilizzi
- 2001 - TV Special 13 - Lupin III - Alcatraz Connection

#### Rupan Sansei no Theme '78 (versione 2002)
Ōno ha creato questa variazione del tema originale per celebrare il 25º anniversario da quando è stato incaricato di occuparsi delle musiche di Lupin III.
Utilizzi
- 2002 - TV Special 14 - Lupin III - Episodio: 0
- 2003 - TV Special 15 - Lupin III - Un diamante per sempre
- 2004 - TV Special 16 - Lupin III - Tutti i tesori del mondo
- 2007 - TV Special 19 - Lupin III - L'elusività della nebbia
- 2008 - OAV 2 - Lupin III - Verde contro Rosso - GREEN vs RED
- 2008 - TV Special 20 - Lupin III - La lampada di Aladino
- 2009 - Crossover TV Special - Lupin III VS Detective Conan (sigla d'apertura)
- 2011 - TV Special 22 - Lupin III - il sigillo di sangue- La sirena dell'eternità

Inoltre, questa versione è stata usata nello spot giapponese del TV Special 18 Lupin III - La lacrima della Dea del 2006 e in spot delle repliche di vecchi film del personaggio (come il primo film "Lupin III").

#### Rupan Sansei '80 (versione 2005)
Nuova versione del tema già usato nella seconda serie televisiva.
Utilizzi
- 2005 - TV Special 17 - Lupin III - Le tattiche degli angeli
- 2006 - TV Special 18 - Lupin III - La lacrima della Dea

## Arrangiamenti esclusivamente discografici

### Rupan Sansei '92
- Incisa per la prima volta nel CD "Rupan Sansei - Theme Collection" (Columbia/1991.12.21/COCC-9457)

Tuttavia, i temi successivi ("'78", "'79", "'80") sono dei medley narrati da Yasuo Yamada
- Versione Full Size, incisa per la prima volta nel CD "Rupan Sansei - Theme Revolution '92" (Columbia/1992.5.21/COCC-9978)

### Rupan Sansei Theme (A CAPELLA VERSION)
- Incisa per la prima volta nel CD "Rupan Sansei - Theme Revolution '92" (Columbia/1992.5.21/COCC-9978)
  - Coro: Time Five

### Rupan Sansei Theme (STRINGS QUARTET VERSION)
- Incisa per la prima volta nel CD "Rupan Sansei - Theme Revolution '92" (Columbia/1992.5.21/COCC-9978)
  - Esecuzione: Yūji Ōno&'92 Explosion Band

### Rupan Sansei Theme (Cathedral Version)
- Incisa per la prima volta nel CD "LUPIN THE THIRD IN CHRISTMAS" (Columbia/1992.11.10/COCA-10291)
  - Esecuzione: YOU&'93 Explosion Band

### THEME FROM LUPIN III ('07 Piano Solo)
- Incisa per la prima volta nel CD "THE BEST COMPILATION of LUPIN THE THIRD "LUPIN! LUPIN!! LUPIN!!!" (VAP/2007.6.27/VPCG-84856), è stata poi usata nell'oav: Lupin III - Verde contro Rosso
  - Esecuzione: Yūji Ōno (Piano Solo)